# In the Clutches of a Vapor Bath
In the Clutches of a Vapor Bath, és una pel·lícula muda de la Vitagraph interpretada per John Bunny i Flora Finch, entre d'altres. Fou estrenada el 30 de desembre de 1911.

## Argument
El Sr. Bunny es vol aprimar per fer contenta la seva dona. Primer va al gimnàs però no ho aconsegueix. Per això es compra una sauna individual que garanteix que esdevindrà un home prim. La instal·la al saló i quan la prova només sobresurt el cap per sobre. Allà es produeixen diferents situacions com l'intent de llegir el diari però com que ha oblidat tancar la porta, el vent l'obre i s'emporta el diari. Intentant tancar la porta per evitar que la minyona entri i el vegi així queda encallat dins de la sauna. Aleshores entra un lladre i trobant el senyor Bunny completament indefens. Davant de les divertides expressions facials de Bunny el lladre agafa el que vol, i marxa tancant la porta. Aleshores arriba la seva dona amb dues amigues i no entén com és que el seu marit no les deixa passar al saló i pensen que s'ha tornat boig. Quan finalment arriba el metge, el Sr. Bunny ha destrossat el saló.

## Repartiment
- John Bunny (el Sr. Bunny)
- Flora Finch (la Sra. Bunny)
- Alec B. Francis
- Ralph Ince (el lladre)
- Hazel Neason
- Florence Neason